# فسوديف
وفقًا للكتب المقدسة الهندوسية، فسوديف (السنسكريتية: वसुदेव)، ويسمى أيضًا أناكدوندوبهي، (الطبول)، هو والد كل من الآلهة الهندوسية كريشنا (فسوديف، أي "ابن فسوديف") وبالاراما وسوبهادرا. كان ملكًا على قبيلة فريشني وأميرًا في شعب يادافا. وهو ابن ملك يادافا شوراسينا، وكان أيضًا ابن عم ناندا، الأب الحاضن لكريشنا.